# Yves Benoist-Gironière
Yves Marie Jean Benoist-Gironière, né le 6 février 1903 à Guémené-Penfao (Loire-Inférieure) et mort le 12 octobre 1983 dans la même ville, est un officier supérieur et cavalier français, auteur d'ouvrages d'équitation, ainsi qu'illustrateur et sculpteur équestre.

## Biographie
D'une famille de notables de Blain (Loire-Atlantique), ayant donné plusieurs maires du Gâvre, fils du Dr Émilien Benoist, Yves Benoist ajoute à son nom « Gironière », du patronyme de sa mère, Marie-Amélie Proust de La Gironière (petite-fille de Paul de La Gironière), pour prendre le nom de Benoist-Gironière.
Après des études secondaires à Redon chez les Eudistes, il choisit la carrière militaire et entre à l'École militaire de Saint-Cyr en 1924.
En 1926, il épouse la fille du général Joseph Potiron de Boisfleury (1871-1950).
L'année suivante, il sort de Saint-Cyr comme sous-officier au 3e peloton, ce qui lui permet de choisir la section Cavalerie. Affecté au 1er régiment de spahis, à Médéa (Algérie), il remporte, avec son cheval militaire, un barbe, du nom de Toscan, de nombreuses épreuves régionales de concours hippique et la « Coupe militaire ». Benoist-Gironière cédera plus tard ce cheval au père du commandant Guy Lefrant.
Il entre à l'École de cavalerie de Saumur pour y suivre les cours d'application de sous-lieutenant.
Il réussit à se qualifier pour faire partie de l'équipe française militaire de concours hippique international sous les ordres du colonel de Laissardière, le conduisant ainsi à prendre part à des épreuves en France et à l'étranger.
Promu lieutenant, il passe au 6e régiment de spahis, à Compiègne, en 1932. Son commandant, le colonel Decarpentry, l'encourageant fortement, l'envoie à Saumur suivre le cours de perfectionnement équestre, à la suite de quoi le commandant Henri de Vernejoul lui propose, de la part de l'écuyer en chef, le colonel Pierre Danloux (en), de rejoindre le Cadre noir comme sous-écuyer. Consciemment, il en décline l'honneur, ce qui fait scandale, faisant le choix entre sa passion pour le saut d'obstacles au prestige de la tunique noire.
En 1937, il passe quelques mois au 4e régiment de Hussards, à Rambouillet, puis, promu capitaine, il est nommé instructeur d'équitation à la section Cavalerie de Versailles.
Au début de la Seconde Guerre mondiale, il est affecté au 73e groupe de reconnaissance de division d'infanterie. Fait prisonnier par les Allemands pendant la bataille de France, il passe trois mois en captivité. Après sa libération, il rejoint la Résistance et occupe les fonctions de chef de la Sécurité militaire de Seine-et-Oise, clandestine puis effective.
Promu chef d'escadrons, il est affecté au Centre équestre de Saint-Germain-en-Laye en 1946, puis au 7e régiment de Spahis, à Senlis.
Il est décoré de la Légion d'honneur[réf. nécessaire].
Au mois de septembre de cette même année, il est mis, à sa demande, en non-activité.
Se consacrant avec succès à l'écriture d'ouvrages d'équitation, ainsi qu'à la réalisation de dessins, d'illustrations et de sculptures équestres, il sera lauréat de la Société des artistes français.

## Publications

### Ouvrages
- Croquis hippiques- 1953
- À cheval, ma mie : 400 croquis légendés sur la pratique de l'équitation. Sous-titres anglais de Pat Smythe - Librairie des Champs-Élysées, 1959
- Cheval, mon cher souci : tous les soins aux chevaux en 500 croquis légendés - Librairie des Champs-Élysées, 1961
- Cheval : choix, dressage... - Librairie des Champs-Élysées, 1963
- Guide du cavalier en forêt - 1967
- Conseil aux instructeurs d'équitation - éditions Stock, 1968
- Joies du cheval - Hachette, 1969
- Ainsi parlent les cavaliers - Éditions du Palais Royal , 1971
- Épîtres aux amateurs d'obstacles - Éditions du Palais-Royal , 1973
- Conquête du cheval. Préface du Général Decarpentry - Librairie des Champs-Élysées, Paris, 1961,1974
- Rêveries équestres : 150 croquis légendés, 8 hors-textes en couleurs - Librairie des Champs-Élysées , 1977
- Almanach Hachette du cavalier, Hachette , 1979.

### Illustrations
- La chasse en plaine et au bois, par François Vidron... ; Illustrations de Yves Benoist-Gironière - Presses universitaires de France , 1946
- La chasse en montagne, au marais et en mer, par François Vidron... ; illustrations de Yves Benoist-Gironière - Presses universitaires de France , 1949
- La Vénerie en Anjou , de Dagobert à nos jours, par Charles Valentin des Ormeaux ; Aquarelles et dessins de Yves Benoist-Gironière - Éditions de l'Ouest , 1952
- La chasse à courre, par François Vidron... ; illustrations de Yves Benoist-Gironière - 2e édition, Presses universitaires de France , 1965